# Citroën GS
Citroën GS, bilmodell från Citroën. Den fyllde ut det ovanliga gapet mellan småbilen 2CV och den stora DS-modellen. 
När DS-modellen ersatte Traction Avant tog man samtidigt ett stort steg uppåt i prisskalan, vilket gjorde att Citroën saknade en bil i den prisklass där vanliga familjebilar brukar befinna sig. På den inhemska franska marknaden sålde den lilla 2CV-modellen bra, och man tog även fram varianterna Dyane och Ami, som var lite mer påkostade, men på andra marknader var de inte lika framgångsrika. I andra änden av skalan försökte man sänka priset genom att lansera ID-modellen, som var en förenklad DS utan en del av de speciella funktioner som drog upp kostnaderna. Men under åren 1956-1971 saknades en Citroën i mellansegmentet, och det var en lucka som behövde fyllas ut.
Planen var att skapa en plattform som kunde användas för att bygga flera olika modeller i olika prisklasser, från en torsionsfjädrad basmodell med 2-cylindrig motor till en toppmodell med wankelmotor och gashydraulisk fjädring. Det som blev verklighet var ett mellanting mellan dessa alternativ. Någon 2-cylindrig version kom aldrig och alla bilar fick gashydraulisk fjädring, men även de planerade starkare motorerna uteblev (förutom en kortlivad serie med wankelmotor).

## Historik
Citroën GS tillverkades mellan 1970 och 1979 och uppföljaren GSA mellan 1979 och 1986. Bilen var tekniskt mycket avancerad med nollpunktsupphängda framhjul, centralt monterade skivbromsar fram och ett något förenklat hydrauliksystem från DS. Bilen tillverkades även i en kombi- och sedanvarianter kallade Break respektive Berline. 1015 och 1220 kubikcentimeter var de vanligaste motorstorlekarna men det fanns andra versioner i Frankrike på grund av skatteregler. Motorn är luftkyld.
GS hade en för sin tid väldigt futuristisk instrumentpanel med bland annat hastighetsmätare av typen badrumsvåg. Denna ersattes 1977 av vanliga visarinstrument.
Bilen var ovanlig ombonad och bekväm i förhållande till storlek och pris. Det som drog ner körupplevelsen var att motorn var i svagaste laget.

### Utveckling

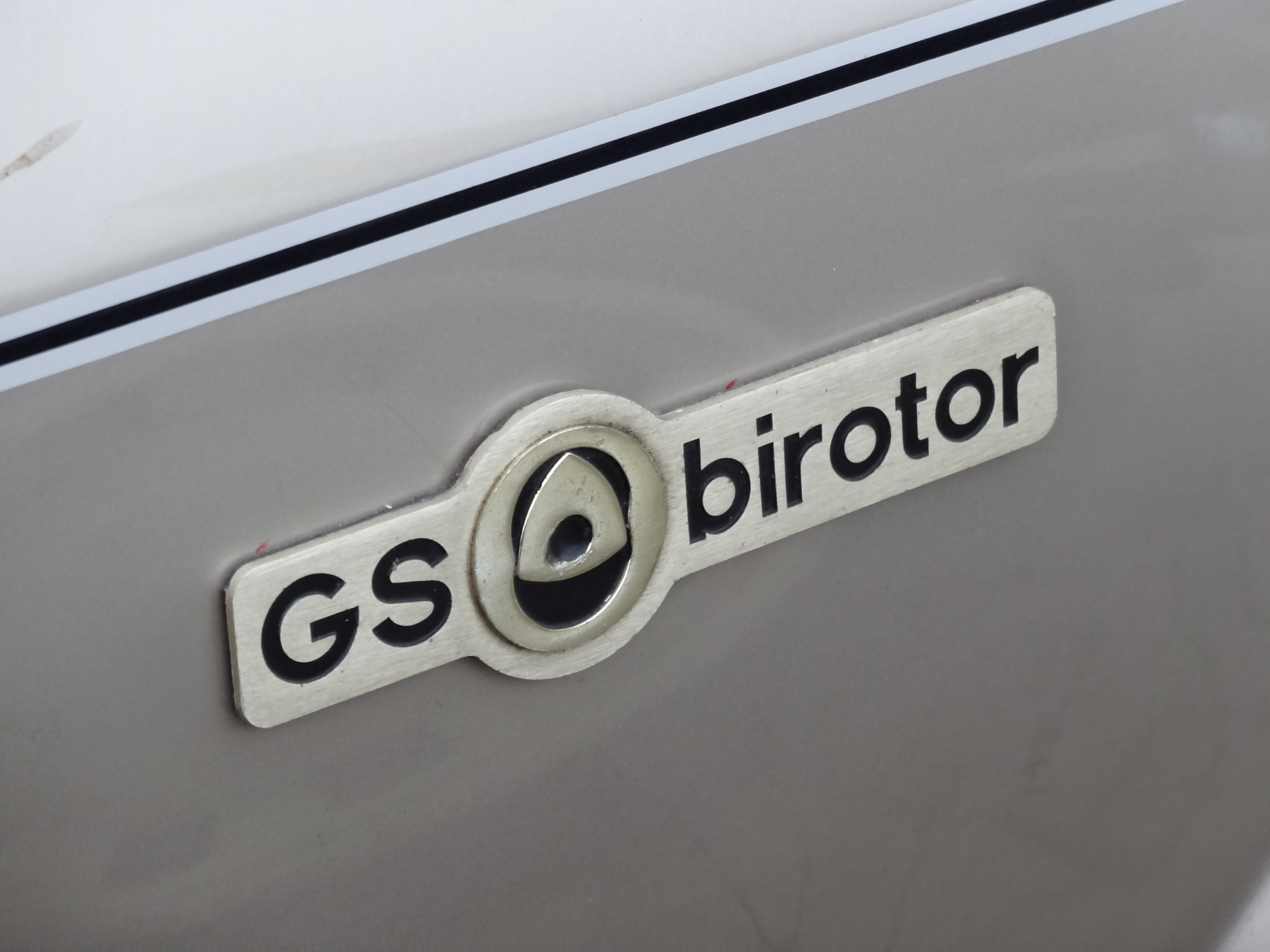
Citroën GS Birotor

För att spara pengar i utvecklingsarbetet användes befintlig teknik så mycket som möjligt. Därför byggdes en 4-cylindrig version av 2CV:s luftkylda motor. Samtidigt användes stora delar av hydraulsystemet från DS. Det fanns ursprungligen planer på att göra modeller med konventionell fjädring och även versioner med en något starkare vätskekyld motor men det blev inte av. Däremot kom en version med Wankelmotor (Birotor) som blev ett totalt fiasko.
GS som står för "Grande Serie" kom att tillverkas i stort antal och var en vanlig syn på europeiska vägar under 1970- och 1980-talen. En annan tekniskt intressant variant var GS med C-Matic automatlåda. Såväl GS som GSA levererades startvev som en nödlösning om startmotorn skulle gå sönder. Startveven var också vev till domkraften.
GS blev en relativt framgångsrik modell, trots att den hade en del problem med kvaliteten och så småningom med rosten. Den levde kvar ända in på 1980-talet och bytte så småningom namn till GSA, i samband med att den fick en något starkare motor, 5-växlad låda och riktig halvkombibaklucka. Karossformen var densamma på den ursprungliga modellen, men då var bagageluckan mindre, som på en sedan.

### GS Birotor

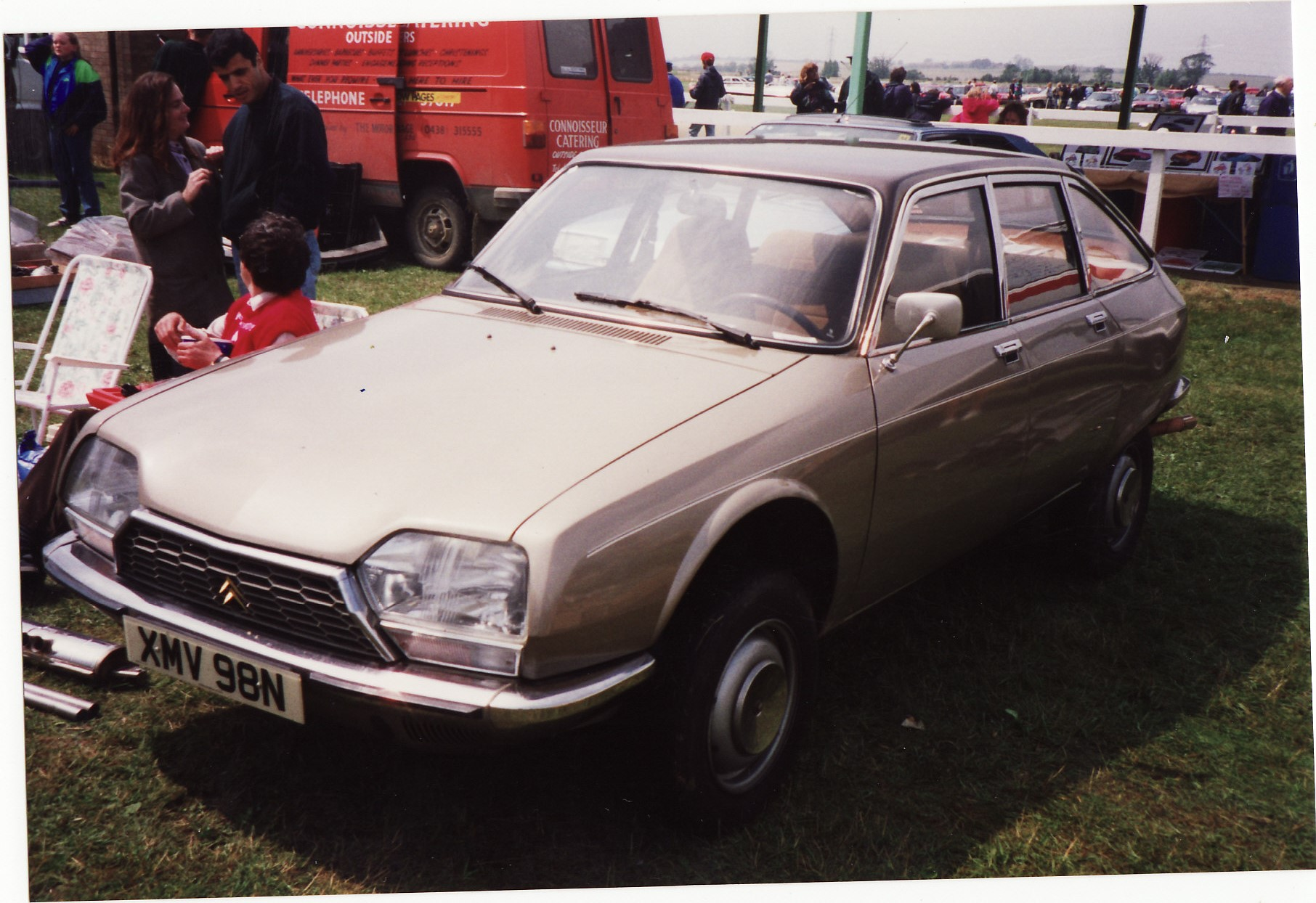
Citroen GS Birotor

Citroën GS Birotor var en bilmodell som tillverkades 1973–1975 i 847 exemplar. Det är en Citroën GS som har en wankelmotor som hos Citroën kallades Birotor. Den tillverkades av Comotor. Citroën hade stora problem med den avancerade wankelmotorn och tvingades återkalla bilarna. De flesta av de 847 byggda GS Birotor kom att skrotas.
Som ett led i utvecklandet av Birotorn tillverkades en liten wankelmotorförsedd bil, Citroën M35, som endast såldes till anställda inom Citroën och fungerade som testbänk för den kommande wankelmotorförsedda GS-modellen.

### GSA

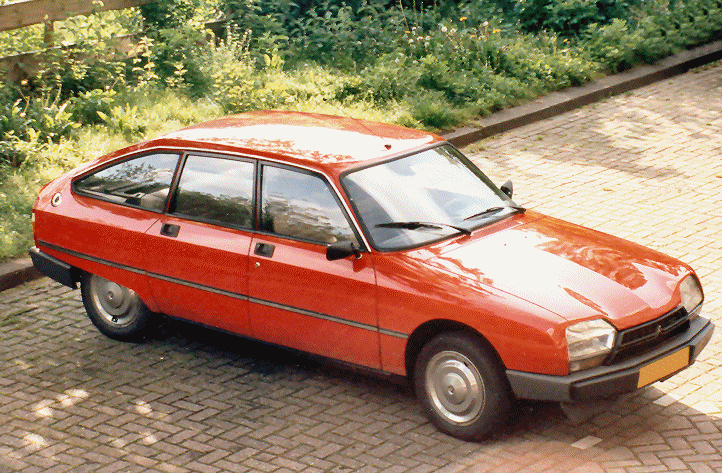
Citroën GSA

GSA var en moderniserad variant med halvkombikaross, plastkofångare och förändrad inredning och kom 1980. 1981 fick den en 1300 kubikcentimeters motor på 65 hk och en ännu mer futuristisk instrumentering som saknade konventionella spakar för körriktningsvisare, vindrutetorkare med mera. Istället fanns två så kallade satelliter placerade vid ratten med alla funktioner samlade. Tanken var att man inte skulle behöva släppa ratten vid körning. Pallasversionen fick femväxlad låda. Hastighetsmätare och varvräknare var av samma typ som på tidiga GS. GSA tillverkades mellan 1981 och 1987, de sista åren i Spanien. Årsmodell 1985 var den sista som såldes i Sverige, då enbart modellvarianten Spécial, en enklare modell än normalversionen Pallas. Fjädringen bestod av sfäriska gasklockor.

## Teknik
Den avancerade gashydrauliska fjädringen från Citroën DS användes även i GS, om än i något förenklat utförande. Även bromsarna manövrerades med samma system, däremot fanns ingen servostyrning. Skivbromsarna fram monterades vid växellådan för att få ner den ofjädrade vikten. Eftersom hydraulsystemet gav kraft åt bromsarna var bromspedalen nästan helt stum när man trampade på den (ingen rörelse i pedalen).
Eftersom både fjädringen och bromsarna var beroende av trycket i hydraulsystemet fanns en inbyggd risk vid ett plötsligt läckage. För att minimera den risken var konstruktionen sådan att fjädringen bak sjönk ihop först vid sjunkande tryck, därefter fjädringen fram och till sist försvann trycket i bromssystemet. På det sättet kunde föraren märka att något var fel även om man inte uppmärksammade varningslampan.
Som alternativ till den fyrväxlade manuella lådan kunde man de första åren få en halvautomatisk som kallades C-Matic. Den hade en hydraulisk momentomvandlare kombinerad med en manuell treväxlad låda.

## Motorer
Från början planerade Citroën att även erbjuda en tvärställd vätskekyld motor på 1,6 liter som alternativ. Den motorn var baserad på en befintlig motor som användes i den större DS-modellen. Det motoralternativet kom aldrig ut på marknaden, och därmed fick GS aldrig någon starkare motor än den luftkylda boxermotorn, som hade konstruerats för en slagvolym på upp till 1,3 liter.
Boxermotorn var baserad på den 2-cylindriga motorn från 2CV. Eftersom den var kompakt till formatet och inte vägde så mycket, var det möjligt att placera motorn framför växellådan i bilens längdriktning på samma sätt som i 2CV.
Den mindre 1-litersmotorn användes även i Citroën Ami Super.

## Kvalitet
Citroën GS var oerhört rostkänsliga som många bilar under tidigt 1970-tal då man strävade efter bättre miljö och använde nya lacker som inte var lika effektiva som tidigare. GSA-modellen är något bättre på den punkten, men såldes i få exemplar i Sverige och därför är GS/GSA ovanliga idag.
GSA ersattes av BX, som var en helt ny konstruktion. Vid det laget var Citroën en del av Peugeot-koncernen och använde många gemensamma delar med deras andra modeller.